# Porr, horor och feminister
Porr, horor och feminister är en bok av Petra Östergren, utgiven på Natur & Kultur år 2006 (boken har senare givits ut i pocketupplaga). Boken bygger på intervjuer med svenska sexarbetare och behandlar den svenska debatten om pornografi och prostitution. 
Östergren argumenterar för att debatten om porr och prostitution måste nyanseras. Hon menar att det finns olika typer av prostituerade; alla är exempelvis inte missbrukare och det finns även manliga prostituerade. Hon har i sin bok intervjuat sexsäljare som inte har en starkt utsatt situation. Dessa berättar om positiva aspekter av sitt sexsäljande, men vittnar samtidigt om samhällets fördomar om deras försörjningssätt. Många av de intervjuade sexsäljarna menar att detta till stor del bottnar i den feministiska debatten i Sverige. 
Östergren förespråkar en alternativ sexpositiv feminism som tar ställning för sexarbetarnas rättigheter.

## Kritik och debatt
Boken ledde till en debatt omkring bokens inriktning och slutsatser. Debattörer som Ann Heberlein (i Sydsvenskan) och Kristina Lindquist (i Amnesty Press) kritiserade boken för att utgå från ett skevt urval, där "De 'lyckliga horornas' berättelser" inte är representativa för sexarbetarna i stort. Lindquist ifrågasatte berättelsernas betydelse, i ljuset av de flesta i branschen (enligt många) inte mår bra av sin situation. Hon saknade hos Östergren också en vilja till att agera för politisk förändringar av samhället. Kajsa Ekis Ekman kritiserade i Dagens Nyheter Östergrens fokus på frivillighet och vad "dom" tycker som en ursäkt för bristande ideologi.
Bland de mer positiva rösterna fanns Dilsa Demirbag-Sten, som i Expressen skrev att Östergren via boken avslöjade stor okunskap bland politiker och samhällsdebattörer. Demirbag-Sten uppskattade Östergrens förutsättningslösa undersökningar och utmaningar av vanliga fördomar. Ann Charlott Altstadt gick i Aftonbladet längre och menade att Östergren med sin bok ifrågasatt den nya svenska statsreligionen, där Alstadt ansåg att radikalfeminismen automatiskt hade tolkningsföreträde i frågor omkring jämlikhet mellan könen. Även hon såg dock förenklingar i Östergrens argumentering, med en utopisk syn på sex där radikalfeminismen har en utopisk syn på kärlek.